# Selma Kajan

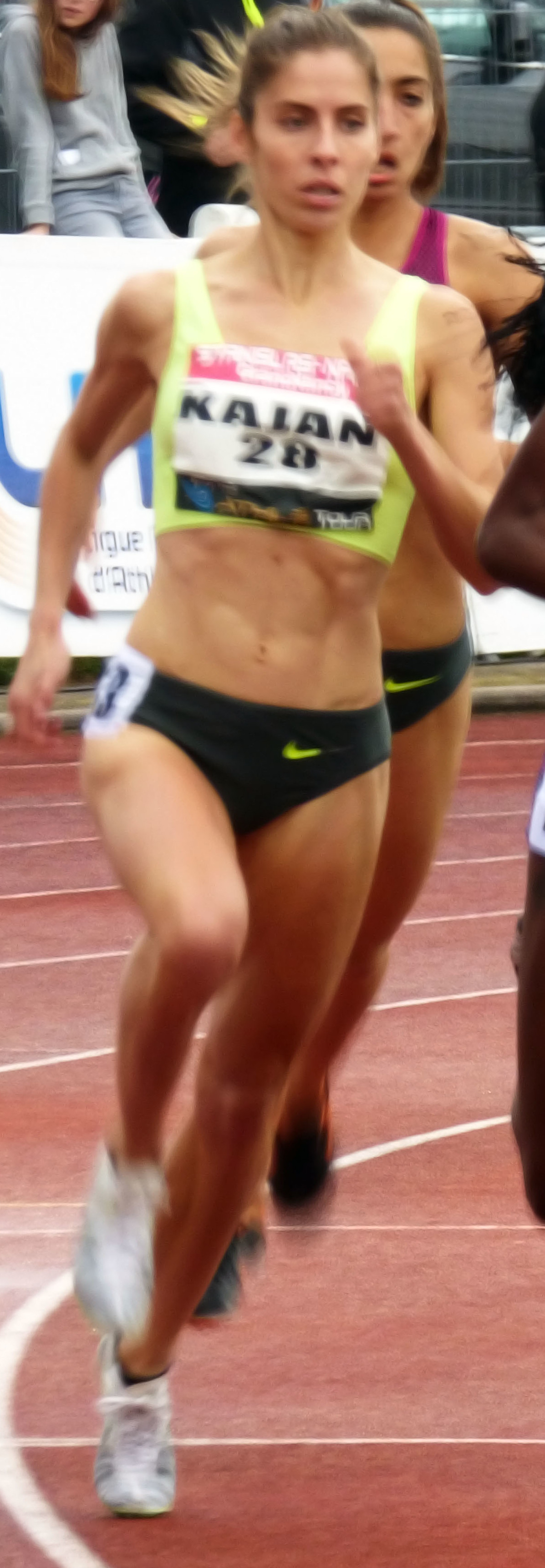
Selma Kajan (2016)

Selma Kajan (* 30. Juli 1991) ist eine australische Mittelstreckenläuferin.
2014 wurde sie bei den IAAF World Relays in Nassau mit Brittany McGowan, Zoe Buckman und Melissa Duncan Vierte in der 4-mal-800-Meter-Staffel, wobei das australische Quartett mit 8:13,26 min einen Ozeanienrekord aufstellte. Beim Leichtathletik-Continentalcup in Marrakesch wurde sie Achte über 1500 m.

## Persönliche Bestzeiten
- 800 m: 2:01,96 min, 11. Juli 2014, Dublin
- 1000 m: 2:40,74 min, 22. August 2014, Amsterdam
- 1500 m: 4:13,16 min, 20. Juli 2014, Lapinlahti